# Calpurnia (cràter)
Calpurnia és un cràter amb coordenades planetocèntriques de 22.36 ° de latitud nord i 354.8 ° de longitud est, sobre la superfície de l'asteroide del cinturó principal (4) Vesta. Fa 50.19 km de diàmetre. El nom fa referència a verge vestal romana, i va ser adoptat com a oficial per la UAI el 27 de desembre de 2011.